# Bambola (Betta Lemme)
Bambola è un singolo della cantante canadese Betta Lemme, pubblicato il 10 novembre 2017.

## Descrizione
Il singolo è ispirato dall'omonimo brano musicale di Patty Pravo ed è composto da diverse melodie in un mix di tre lingue: francese, italiano e inglese.

## Esibizioni dal vivo
Il 29 gennaio 2018 Lemme è stata per la prima volta ospite in un programma televisivo, a Che tempo che fa su Rai 1, dove ha cantato dal vivo il singolo. Nelle settimane successive è stata ospite in diverse radio italiane, dove canta il singolo in versione acustica e presenta il suo secondo brano Vagues d'amour, dal testo questa volta completamente in francese. Betta Lemme è stata ospite internazionale a The Voice of Italy 2018, dove ha eseguito il brano insieme ai finalisti.

## Video musicale
Il videoclip è stato pubblicato il 10 novembre 2017 sul canale YouTube della cantante.

## Successo commerciale
Il singolo ha scalato diverse classifiche internazionali. In Italia, si è piazzato tra i brani più ascoltati durante il mese di gennaio 2018.

## Classifiche

### Classifiche settimanali
| Classifica (2018) | Posizione massima |
| ----------------- | ----------------- |
| Bulgaria          | 2                 |
| Croazia           | 86                |
| Italia            | 31                |
| Polonia           | 4                 |

### Classifiche di fine anno
| Classifica (2018) | Posizione |
| ----------------- | --------- |
| Bulgaria          | 10        |